# 김영원 (조각가)
김영원(1947년 ~)은 대한민국의 조각가이다.

## 수상
- 2008 제7회 문신 미술상 대상
- 2002 제16회 김세중조각상 동아미술제 미술상

## 경력
- 홍익대학교 환경미술연구소 소장
- 홍익대학교 미술대학 조소과 교수
- 홍익대학교 환경조각연구센터 소장

## 학력
- 홍익대학교 대학원 조소과 (졸업)
- 홍익대학교 조소과 (졸업)

## 도서
- 1991년 조선백자
- 1994년 김영원 (아르비방 23)
- 2006년 초등교과 인성동화 (전20권)
- 2005년 도자공예 (한국 미의 재발견 9)
- 2001년 팽순이한테 친구가 생겼어요
- 2001년 용감한 점박이 (생각마술동화 7:인내편)
- 2001년 갈매기가 엉엉 울어요 (생각마술동화 2:노력편)
- 2001년 오빠가 지어 준 감기약 (생각마술동화 8:우애편)
- 2003년 조선시대 도자기
- 2002년 ILLUSTRATOR 10 FOR GOOD DESIGN
- 2001년 내 보물 누가 훔쳐 갔어? (생각마술동화 4, 끈기편)
- 2001년 마술에 걸린 선생님 (생각마술동화 6)
- 2012년 조선시대 도자기 (제1회 고유섭 학술상)
- 2012년 THE SCULPTURE OF KIM YOUNG WON (김영원 조각 작품집)
- 2012년 THE SCULPTURE OF KIM YOUNG WON(김영원 조각 작품집)
- 2011년 조선 전기 도자사 (분원의 설치를 전후한 조선 전기 도자의 역사)